# 快餐車 (電影)
《快餐車》是一部於1984年上映的香港電影，由洪金寶執導，以及由成龍、洪金寶、元彪等擔任演出。成家班和洪金宝任动作指导。

## 剧情
西班牙王室委托侦探社的毛比（洪金宝）去找一个王室成员歌莉娅和她的女儿。
托马斯（成龙）和大卫（元彪）是两个好兄弟，两人在西班牙巴塞罗那开了一辆快餐车，托马斯用滑板去接单和送食物。一群骑摩托车的坏小子来广场炫耀车技和捣乱，被他们教训了一顿之后又变得平安无事，继续正常开展业务。
两人去精神病医院看望大卫的父亲陈伯，撞上了陈伯女朋友歌莉娅的女儿西尔维娅（劳拉·福纳）。托马斯鼓励大卫前去搭讪并且送西尔维娅一程，但是大卫口拙没有说出口。
深夜，快餐车投放在妓院门口。而大卫看到了西尔维娅，并说她是妓女。真正的西尔维娅是一个扒手，他假装妓女接客，却撞倒客人逃跑。她躲藏到大卫他们的快餐车里，请求庇护。然后大卫和托马斯早早地收工，和西尔维娅一起回到家，西尔维娅当晚留宿在他们家，并且把他们的钱都偷走了，西尔维娅也偷走了大卫他们邻居的汽车，中途撞上了毛比的车，和毛比交涉的时候，又偷走了毛比裤袋里的钱包。
毛比请大卫和托马斯到歌厅跳舞，在歌舞厅内找到了大卫和托马斯，请求两人帮忙抓窃贼，两人最后表示同意。西尔维娅因为是王室伯爵和女仆歌莉娅的私生女，被伯爵的弟弟蒙代尔追捕，她被追踪的毛比救出之后，一同来到了大卫和托马斯家。西尔维娅向他们说明偷窃的原因，获得了三人的原谅，并开始和大卫、托马斯一起搞快餐生意。
一日，歌莉娅母女不幸被王室成员蒙代尔的手下抓走了。托马斯和大卫、毛比三人一同来到了王室城堡，救出了歌莉娅和西尔维娅。

## 演员
| 演员          | 角色             | 粵語配音 | 备注                         |
| 成龙          | 托马斯           | 鄧榮銾   | 快餐店老板之一，大卫的搭档   |
| 洪金宝        | 毛比             | 楊捷康   | 私家侦探社的助理社长         |
| 元彪          | 大卫             | 朱子聰   | 快餐店老板之一，托马斯的搭档 |
| 劳拉·福纳     | 西尔维娅         | 黃小英   | 伯爵女仆歌莉娅和伯爵的女儿   |
| 宾尼·尤奎德兹 |                  | 陳永信   | 蒙代尔的手下之一             |
| 基斯·维塔利   |                  | 葉少榮   | 蒙代尔的手下之一             |
| 赫本·爱德曼   | 亨利·马特 (麥陶) | 梁有恆   | 私家偵探                     |
| 何塞·卡斯蒂尔 | 蒙代尔           | 張炳強   | 王室成员之一                 |
| 張沖          | 陈伯             | 梁有恆   | 大衛的父親，精神病人         |
| Susana Sentís | 歌莉婭           | 徐愛貞   | 伯爵女僕，西爾維婭之母       |
| 吴耀汉        |                  | 吳耀漢   | 英俊的精神病人               |
| 岑建勋        |                  | 岑建勳   | 爱講笑話的精神病人           |
| 午马          |                  |          | 如闹钟一样报时的精神病人     |
| 柯受良        |                  |          | 骑摩托车捣乱的坏小子         |

## 幕后
成龙、洪金宝、元彪三人都是七小福成员之一，他们是京剧学院的同学。 
宾尼·尤奎德兹扮演的蒙代尔手下和他们三人的打斗场面十分劲爆，而他是世界自由搏击轻量级冠军，还和成龙合作过《飞龙猛将》，他和成龙在《快餐车》中的打斗被《黑带》杂志评为“历史上最精彩的影视剧打斗场面”，位列李小龙和恰克·诺里斯在《猛龙过江》打斗排名第一之后。

## 影响
日本視頻游戏《成龍踢館》是以该片为基础制作的。

## 外部連結
- 開眼電影網上《快餐車》的資料（繁體中文）
- 豆瓣电影上《快餐車》的資料 （简体中文）
- 时光网上《快餐車》的資料（简体中文）
- AllMovie上《快餐車》的资料（英文）
- 爛番茄上《快餐車》的資料（英文）
- 香港影庫上《快餐車》的資料（繁體中文）
- 互联网电影数据库（IMDb）上《快餐車》的资料（英文）